# Borbela
Borbela est une localité de la commune portugaise de Vila Real recensant 2 652 habitants (2011)